# وحش مثير (فلم)
وحش مثير (بالإنجليزية: Sexy Beast) هو فيلم جريمة بريطاني جرى إنتاجه في سنة 2001، الفيلم من إخراج جوناثان جلازر وإنتاح جيريمي توماس. نجوم الفيلم هم: راي وينستون، بن كينغسلي وايان ماكشين.

## روابط خارجية
- مقالات تستعمل روابط فنية بلا صلة مع ويكي بيانات